# Elecciones generales de Perú de 1945
Las elecciones generales del Perú de 1945 se realizaron el 10 de junio de 1945 para determinar a los principales dirigentes del Perú para el periodo 1945-1951.
José Luis Bustamante y Rivero ganó la presidencia, pero su gobierno sería interrumpido por el golpe de Estado dirigido por Manuel A. Odría en 1948.

## Resultados
|  | 66.96 % |

|  | 33.04 % |